# Zsófia Szabó
Pour les articles homonymes, voir Szabó.
Zsófia Szabó, née le 3 janvier 1997 à Mátészalka, est une coureuse cycliste professionnelle  hongroise.

## Palmarès

### Par année
- 2019
  -  Championne de Hongrie sur route
- 2020
  - 2e du championnat de Hongrie sur route
  - 3e du championnat de Hongrie du contre-la-montre

### Classements mondiaux
| Année                                 | 2017 | 2018 | 2019 | 2020 | 2021 | 2022  | 2023  | 2024 |
| ------------------------------------- | ---- | ---- | ---- | ---- | ---- | ----- | ----- | ---- |
| Classement UCI                        | 668e | 651e | 288e | 157e | 291e | 1050e | 1006e | nc   |
| UCI World Tour                        | nc   | nc   | nc   | nc   | nc   | nc    | nc    | 336e |
|                                       |      |      |      |      |      |       |       |      |
| Légende : nc = non classéSource : UCI |      |      |      |      |      |       |       |      |